# Nederlandsche Stoomboot Maatschappij

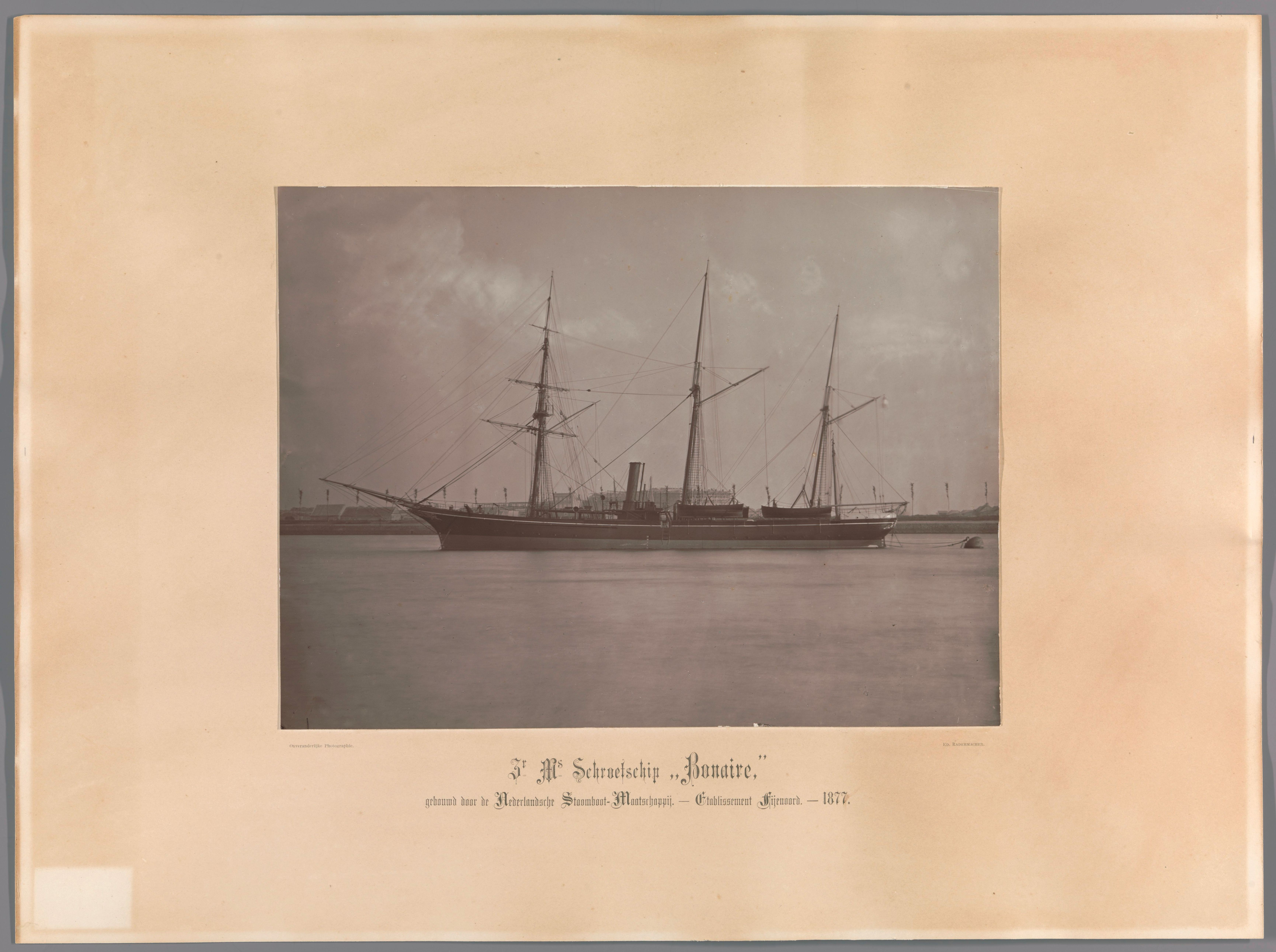
Het zeilstoomschip Bonaire werd in 1877 door de NSBM gebouwd in het Etablissement Fijenoord.

De Nederlandsche Stoomboot Maatschappij (NSBM of NSbM) was de eerste Nederlandse scheepvaartmaatschappij die zich bediende van stoomschepen. Ze was gevestigd in Rotterdam en moet niet verward worden met de in 1856 te Amsterdam opgerichte Koninklijke Nederlandse Stoomboot-Maatschappij (KNSM).
De maatschappij werd in 1823 opgericht en verving de iets eerder opgerichte maatschappij: Van Vollenhoven, Duthil & Co., die een stoomvaartverbinding tussen Rotterdam en Antwerpen wilde instellen. De Kamer van Koophandel vond dit ten enenmale onnoodzakelijk, onnut en schadelijk voor alle bizondere personen en voor het algemeen, maar koning Willem I der Nederlanden zag gaarne dat de adressanten de onvoorzichtigheid begingen van te bouwen .
De directie van de maatschappij bestond uit J.C. Baud, C. van Vollenhoven en  Gerhard Moritz Roentgen. Men voer aanvankelijk met De Nederlander, het eerste in Nederland gebouwde stoomschip, dat weliswaar van hout was en een uit Engeland geïmporteerde stoommachine bezat. Dit schip werd gebouwd door de werf W. en J. Hoogendijk te Capelle aan den IJssel. In 1824 werd De Zeeuw besteld bij dezelfde werf, en deze werd voorzien van een machine die door de fabriek van John Cockerill te Seraing was gebouwd. Er kwamen meer schepen met machines van Cockerill. Toen de verhouding met Cockerill vertroebelde startte Roentgen in 1827 met het Etablissement Fijenoord, wat oorspronkelijk een reparatiewerkplaats en later een scheepswerf werd. 
In 1825 werd reeds een tweede, concurrerende, stoomvaartmaatschappij, de Amsterdamsche Stoomvaart Maatschappij (ASM), opgericht.
In 1849 moest Roentgen worden opgenomen in een psychiatrische inrichting, waar hij enkele jaren later overleed.
De NSBM was niet enkel een rederij, maar legde zich ook toe op de vervaardiging van stoomschepen, zowel voor de koopvaardij als voor de Marine. Het Etablissement Fijenoord groeide uiteindelijk uit tot de scheepswerf Wilton-Fijenoord.
Op 19 oktober 1895 werd de rederij van de NSBM overgenomen door Wm. H. Müller & Co en de naam van de werf veranderd in Maatschappij voor Scheeps- en Werktuigbouw Fijenoord.